# Суров, Григорий Иванович
Григо́рий Ива́нович Су́ров (26 ноября 1871, Алатырь, Симбирская губерния — 10 февраля 1947, Ульяновск) — российский и советский врач-офтальмолог.

## Биография
Григорий Суров родился 26 ноября 1871 года в Алатыре в крестьянской семье. Окончил начальную школу и прогимназию. В 16 лет Григорий поступил в Симбирскую гимназию.
В 1891 Суров поступил на медицинский факультет Казанского университета, который окончил с отличием. Около года заведовал уездной больницей в Спасске Казанской губернии. Там определилась его специализация, ставшая делом жизни. Глазные заболевания, особенно трахома, поражали целые сёла.
В 1897 году Григорий Иванович призван на военную службу младшим врачом 24-го Симбирского полка. Потом заведовал глазным отделением Варшавского военного госпиталя, работал под руководством Костенича.
Вскоре он добился двухгодичной командировки в глазную клинику Петербургской военно-медицинской академии. В 1904 году Суров стал доктором медицины, защитив под руководством профессора Беллярминова диссертацию «К вопросу о пересадке роговицы». Этой проблемой он занялся одним из первых в России.

Мемориальная табличка (Ульяновск)

Научную работу прервала русско-японская война. Почти два года провёл военврачом в Маньчжурии.
Летом 1906 года Суров прибыл в Симбирск с глазным отрядом Красного Креста для борьбы со слепотой. С августа 1906 года Григорий Иванович заведовал глазным и хирургическим отделениями в Симбирском военном лазарете. В поездках по губернии он видел широкое распространение глазных болезней при отсутствии специализированной медицинской помощи. Суров организовал амбулаторную лечебницу с двумя койками, но это капля в море. В декабре 1908 года он писал в губернскую земскую управу: «…Ввиду того, что главный контингент из страдающих болезнями глаз является крестьянство и вообще необеспеченный рабочий люд, я считаю необходимым обратиться к Губернскому Земскому Собранию с просьбой, не найдет ли оно возможным прийти на помощь…»
Призыв был услышан: была открыта земская глазная лечебница на 15 коек, которую возглавил Г. И. Суров. Одновременно он вёл частный приём горожан и приезжавших из уездов крестьян, бедных — бесплатно.

Памятник Г. И. Сурову на Воскресенском некрополе в Ульяновске (скульптор О. А. Клюев)

Табличка Г. И. Сурову на Воскресенском некрополе

Григорий Иванович обзавёлся в Симбирске домом на Мартыновой улице (Радищева, 93). По одним данным дом построен им в 1908 году, по другим — в доме постройки 1898 года Суров жил в 1906—1913 годах.
В 1909 году переведён в военный госпиталь Двинска. В январе 1911 года Григорий Иванович вернулся в Симбирск, где в Закатальском 164-м пехотном полку служил старшим врачом. По его инициативе в губернской земской больнице было открыто глазное отделение — первоначально на 10 коек, положившее начало офтальмологической службе региона. Суров возглавлял его до самой смерти, здесь же он вёл приём амбулаторных больных.
Григорий Иванович открыл в Симбирске школу-приют для слепых на 25 человек. Организовал отделение Общества попечения о слепых. Кроме работы в больнице он продолжал службу военным врачом и несколько раз выезжал в разные губернии с глазным отрядом. Был гласным городской думы, товарищем председателя городского общества врачей. В 1912 году была издана его книга «Краткий очерк физиологических особенностей слепых».
В 1913 году Суров построил двухэтажный деревянный дом на углу Лисиной (К. Либкнехта) улицы и Беляевского переулка (ул. Матросова), где жил до конца жизни.
С началом Первой мировой войны три года Суров был на фронте — дивизионным, потом и корпусным врачом. Дважды ранен. Свержение монархии Григорий Иванович приветствовал, но считал, что лишь победоносное завершение войны спасёт страну от хаоса. Об этом Суров писал в «Мыслях с фронта», напечатанных в газете «Симбирянин» в 1917 году. Вскоре он вернулся в Симбирск, продолжал руководить глазным отделением больницы — уже на 50 мест, работал в госпитале.
В сентябре 1918 года, при наступлении красных, Суров не бросил госпиталь. Дошёл до Сибири, был начальником Главного санитарного управления у Колчака. Во взятой красными Тюмени Григорий Иванович возглавил эвакопункт, одновременно работая в больнице и организовав в ней глазное отделение. В августе 1920 года он вернулся в Симбирск и продолжил работу.
В 1926 году он взял на работу в больнице бывшего сослуживца полковника Златоустова, больного старика. За «укрывательство и недонесение» Суров был приговорён к году тюрьмы, но тут же амнистирован по случаю праздника. Через 2 года он был лишён избирательных прав как «бывший белый офицер». Суров отвечал, что никогда офицером не был, а лишь исполнял долг врача. На его защиту встала общественность города, и Григория Ивановича восстановили в правах.
Кроме заведования глазным отделением больницы Суров постоянно вёл приём в нескольких поликлиниках, преподавал в фельдшерско-акушерской школе, являлся председателем городского медицинского общества. При этом находил время на научную работу. Суровым опубликовано около 50 научных работ. Григорий Иванович выступал с докладами на съездах врачей, конференциях офтальмологов.
Во время войны, уже тяжело больной, он был главным врачом областной больницы, работал и консультировал в госпиталях.
Умер 10 февраля 1947 года. Хоронить его пришли тысячи людей. Похоронен на Воскресенском некрополе в Ульяновске. Могила Г. И. Сурова с простым надгробием много лет была забыта и повреждена вандалами. В 2013 году на ней установлен памятник работы скульптора О. А. Клюева.

## Награды и звания
Доктор медицины (1904). В ноябре 1943 года, первым в Ульяновской области, удостоен звания «Заслуженный врач РСФСР». В 1945 году награждён орденом Трудового Красного Знамени.

## Семья
12 (24) января 1897 года в Николаевской церкви г. Симбирск венчался Григорий Иванович с Елизаветой Васильевной, свидетелем на свадьбе был Алексей Аладьин. У Григория Ивановича и Елизаветы Васильевны было четыре дочери: Татьяна, Вера, Ольга и Галина, ещё до войны уехавшие из Ульяновска.

## Память
Именем Сурова названы две улицы — улица Сурова в посёлке Сельдь (с 1976) и проспект Врача Сурова в Ульяновске (с 1986).